# 留聲機 (雜誌)
《留聲機》（英語：Gramophone）是一本著名的古典音樂雜誌，以月刊形式發行，由蘇格蘭作家康普頓·麥肯齊於1923年創立，期間數度易手，現時由馬克·艾倫集團持有。除經營雜誌外，《留聲機》又於1977年創辦留聲機獎，藉以推動音樂產業，其權威地位更可媲美美國的艾美獎。